# Carling (birra)
Carling è un'azienda canadese produttrice di birra, fondata a London, in Ontario, nel 1818. 
Dal 1952 venne distribuita nel Regno Unito e dagli anni '80 è diventata la birra più popolare, per volume di vendita, nello stesso paese. La compagnia ha cambiato diverse proprietà: fu dapprima acquista dalla Canadian Breweries Limited, ridenominata per l'occasione Carling O'Keefe e poi fusa con la Molson. Un'ulteriore fusione con la Coors portò il marchio a passare sotto la proprietà della Molson Coors Brewing Company. In Sudafrica il marchio è distribuito dalla SABMiller.

## Storia
Nel 1818 Thomas Carling, un fattore dello Yorkshire, e la sua famiglia si stabilirono a London, in Canada. Carling cominciò a produrre una ale che divenne piuttosto popolare, portandolo ad occuparsi di brewing a tempo pieno. La prima fabbrica di birra Carling disponeva di due bollitori, un cavallo e soli sei operai. Ad occuparsi delle vendite era lo stesso Carling, che con una carriola faceva da ambulante nelle strade di London.
Dal 1840 l'attività artigianale si ingrandì diventando una vera e propria azienda, e Carling cominciò a vendere birra ai soldati presenti in città. Nel 1878, i suoi figli John e William costruirono una nuova fabbrica, distrutta in un incendio l'anno dopo. Thomas Carling morì di polmonite qualche tempo dopo.
William e John presero allora le redini dell'azienda, rinomindanola W & J Carling Brewing Co. John Carling morì nel 1911 e da allora l'azienda passò di mano diverse volte. Fu infine acquista dalla Canadian Breweries Limited che la rinominò Carling O'Keefe e poi la fuse con la Molson. Un'ulteriore fusione con la Coors portò il brand a passare sotto la proprietà della Molson Coors Brewing Company.
Nel 1952 la Carling fu distribuita per la prima volta nel Regno Unito, dove sarebbe diventata il brand di birra più venduto. Nel 1999 le vendite nel Regno Unito ammontavano a un miliardo di pinte; nel 2007 a 2.3 miliardi nel Regno Unito e oltre 6 miliardi nel mondo; nel 2010 l'ammontare di pinte vendute nel mondo salì a 17.6 miliardi; nel 2011 a 24.9 miliardi.
La più grande catena di pub del Regno Unito, la J D Wetherspoon smise di servire la Carling nel settembre 2009, dopo aver firmato un contratto di esclusiva con il gruppo danese Carlsberg.

## Sponsor
La Carling è stata lo sponsor principale della FA Premier League dalla stagione 1993-94 fino al 2001 e dei Festival di Reading e Leeds dal 1998 al 2007.
Attualmente è la birra ufficiale della nazionale di calcio scozzese e, nel 2010 e nel 2011 è stata lo sponsor della Scottish Cup. Dal 2003 al 2010 è stata il main sponsor dei due club più popolari del campionato scozzese, il Celtic e i Rangers.